# تاپیو پویهونن
تاپیو پویهونن (فنلاندی: Tapio Pöyhönen; ۱۹ نوامبر ۱۹۲۷ – ۲۷ اوت ۲۰۱۱) بازیکن بسکتبال اهل فنلاند بود. وی در بازی‌های المپیک تابستانی ۱۹۵۲ حضور داشته‌است.